# Luka (okres Česká Lípa)
Luka jsou obec v jižní části v okresu Česká Lípa v Libereckém kraji. K obci patří i vesnice Týn a v obou částech žije 97 obyvatel. Jádro vesnice se nachází při hranici chráněné krajinné oblasti Kokořínsko – Máchův kraj. Menší jižní část katastrálního území Luk leží uvnitř chráněné krajinné oblasti.

## Historie
První písemná zmínka o vesnici pochází z roku 1348. V květnu 2012 obec získala nový znak i prapor.

## Obyvatelstvo
Při sčítání lidu v roce 1921 ve vsi žilo 128 obyvatel (z toho šedesát mužů), z nichž byl jeden Čechoslovák, 126 Němců a jeden cizinec. Všichni se hlásili k římskokatolické církvi. Podle sčítání lidu z roku 1930 měla vesnice 156 obyvatel: sedm Čechoslováků, 147 Němců a dva cizince. Kromě dvou příslušníků nezjišťovaných církví byli římskými katolíky.
| Rok            | 1869 | 1880 | 1890 | 1900 | 1910 | 1921 | 1930 | 1950 | 1961 | 1970 | 1980 | 1991 | 2001 | 2011 | 2021 |
| -------------- | ---- | ---- | ---- | ---- | ---- | ---- | ---- | ---- | ---- | ---- | ---- | ---- | ---- | ---- | ---- |
| Počet obyvatel | 170  | 173  | 152  | 141  | 153  | 128  | 156  | 146  | 100  | 82   | 105  | 94   | 89   | 89   | 83   |
| Počet domů     | 30   | 31   | 30   | 31   | 31   | 30   | 30   | 27   | 29   | 19   | 27   | 31   | 33   | 33   | 33   |

## Pamětihodnosti
- Usedlosti čp. 1, 2, 5, 28 a 34
- Dům čp. 4, 14 a 24

## Galerie

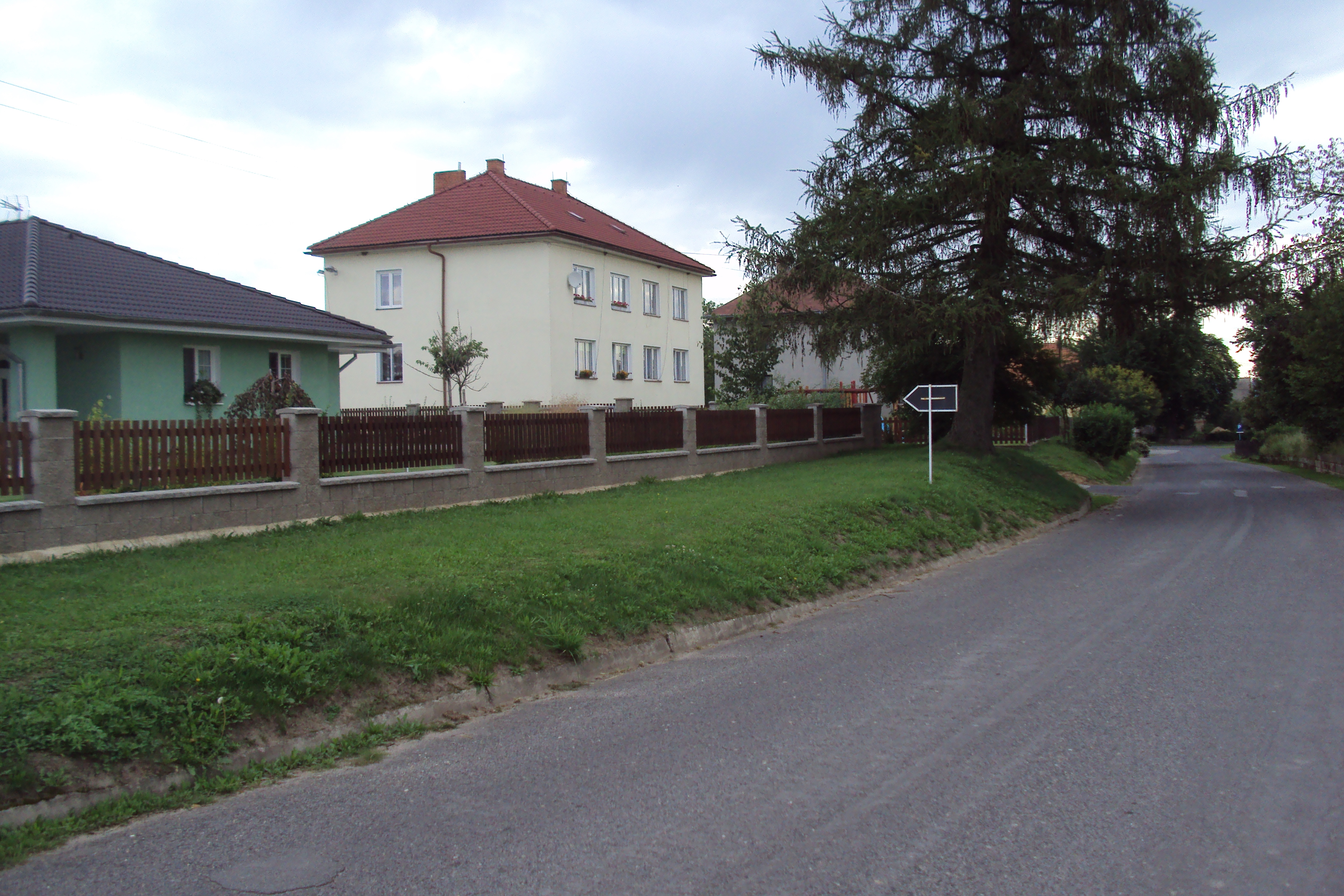
Bytové domy
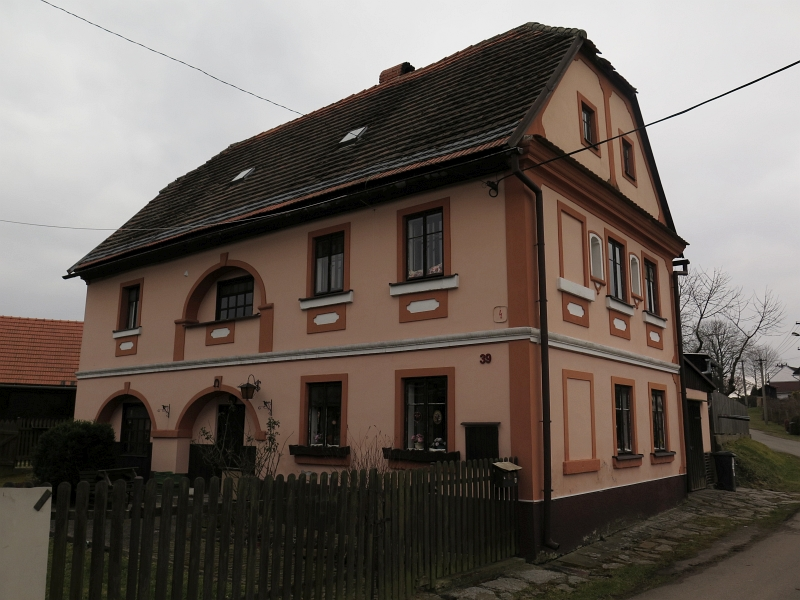
Památkově chráněný dům čp. 39
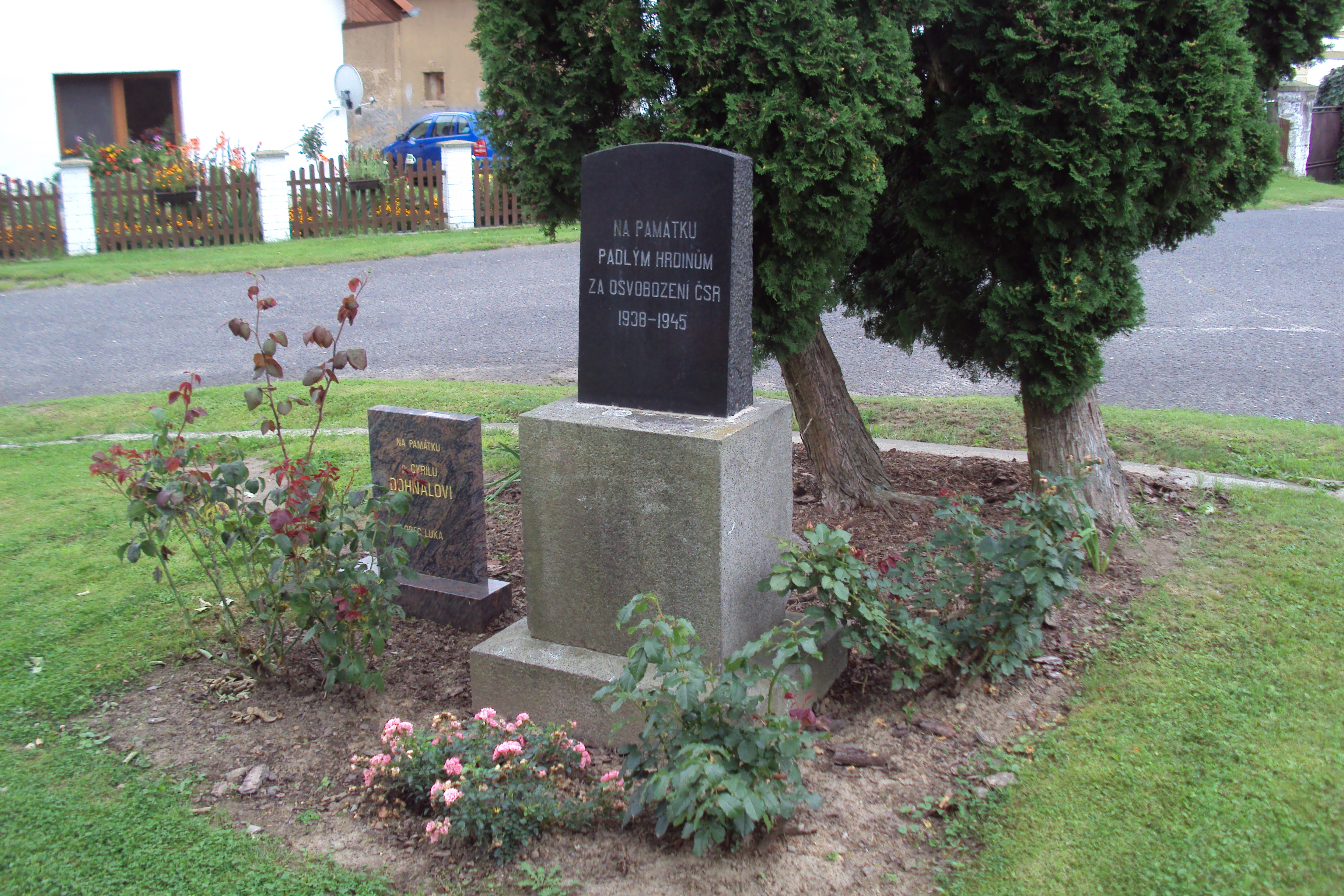
Pomníčky ve středu obce
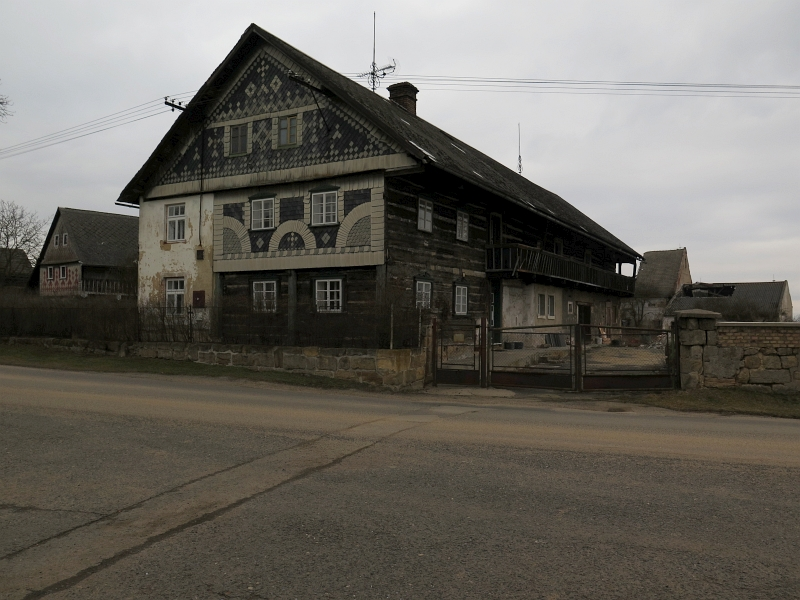
Usedlost čp. 1
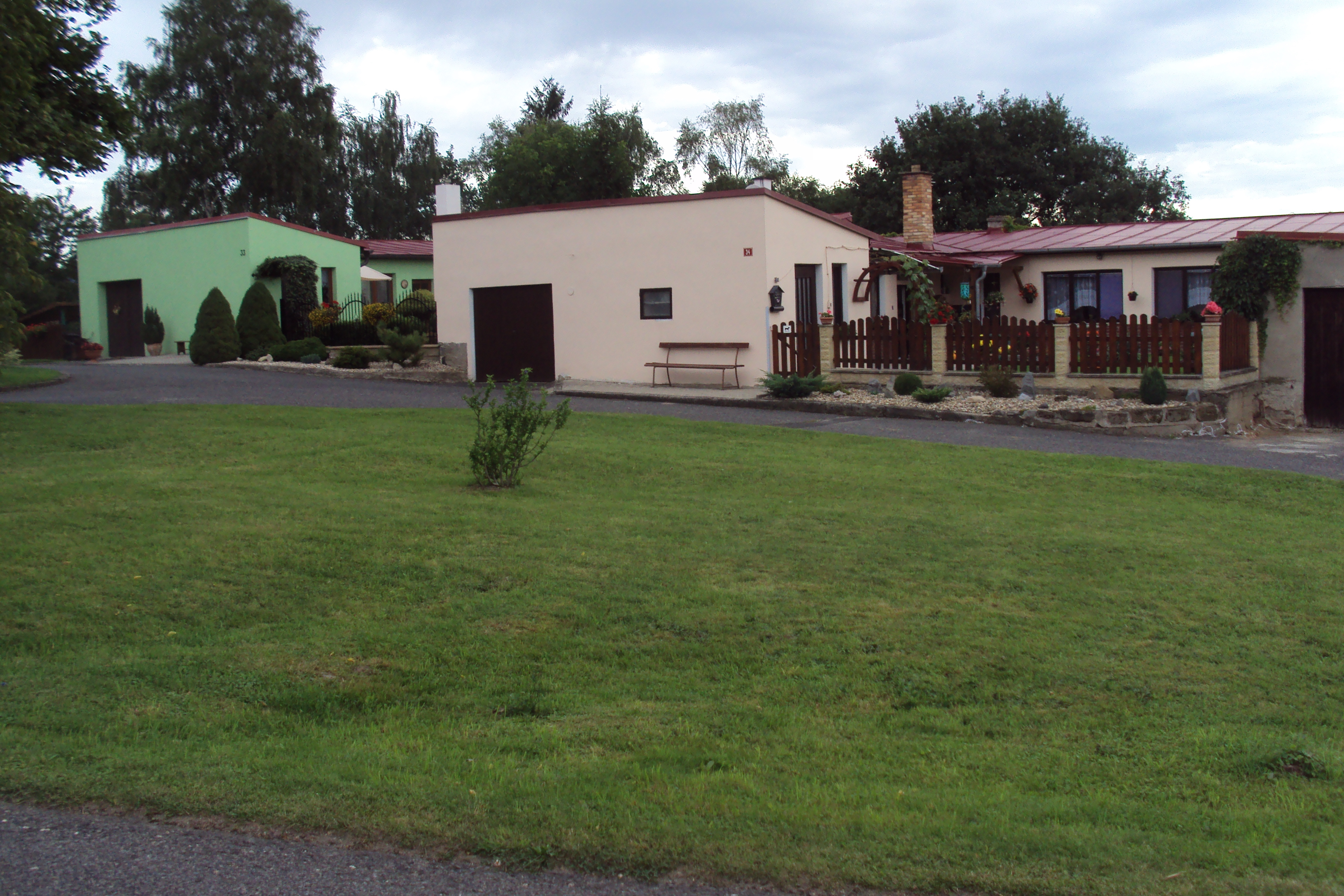
Nové rodinné domy